# كثافة إشعاعية

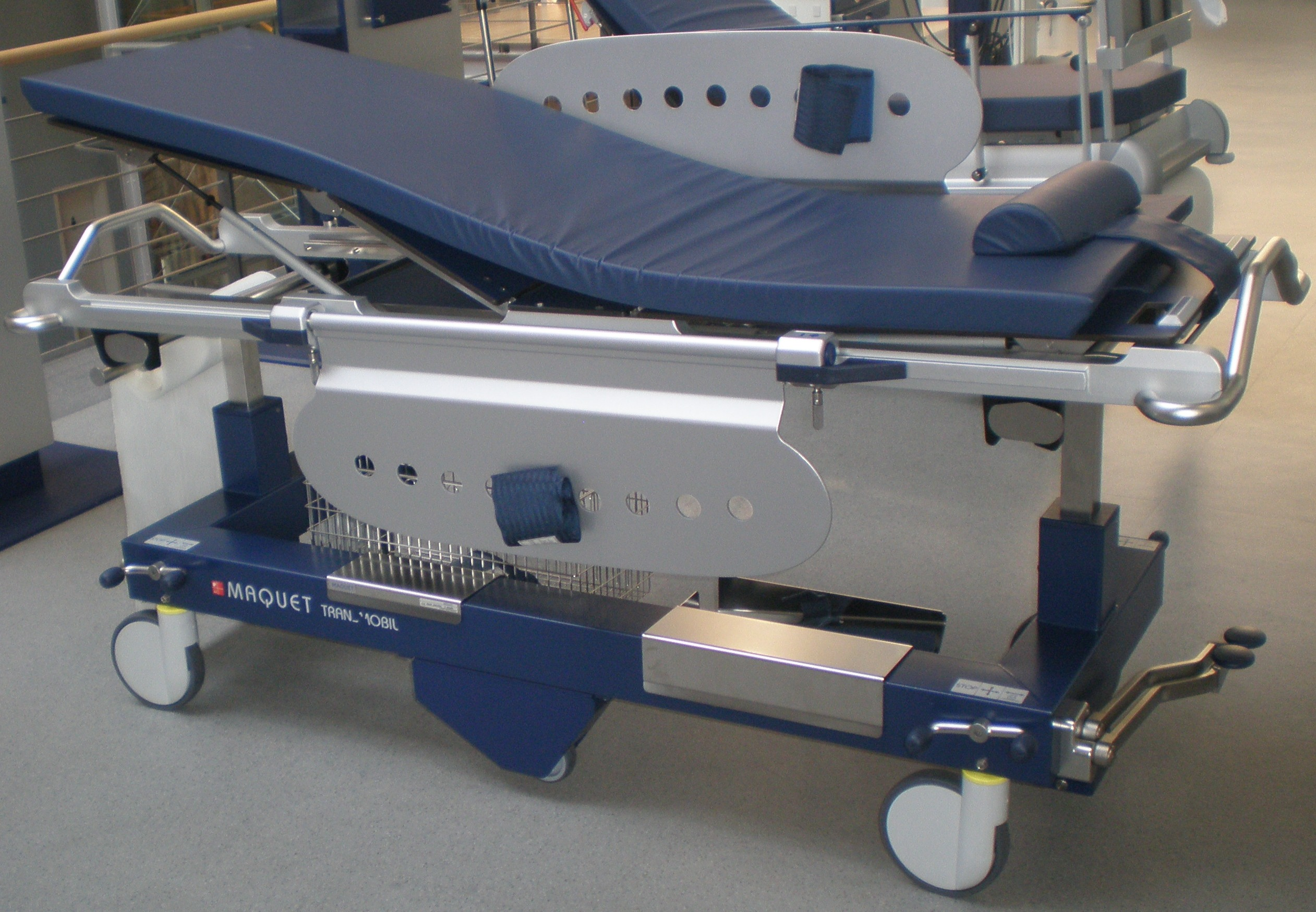

الكثافة الإشعاعية (Radiodensity) هي خاصية الشفافية النسبية لمرور الأشعة سينية خلال مادة ما.
مادة مخلخلة إشعاعياً (Radiolucent) تعبر عن شفافية أكبر تجاه نفاذ فوتونات الأشعة سينية. مادة كثيفة إشعاعية (Radiodense) تعبر عن مادة ذات ممانعة أكبر لنفاذ فوتونات الأشعة سينية.
تعتبر الأشعة سينية جزءاً من الطيف الكهرومغناطيسي، ذات فوتونات ضوئية بطاقة فوق الطيف المرئي (وفوق الأشعة فوق بنفسجية). وتميز عن أشعة غاما بأنها تنتج ليس من خلال الانتقال ضمن نواة الذرة، بل إما بتسريع جزيئة مشحونة أو انتقال الحالة للالكترونات المدارية. يتم إنتاج الأشعة السينية التشخيصية باستخدام أنبوب الأشعة السينية.
وعلى الرغم من أن الكثافة الإشعاعية تستخدم في مقارنات للجودة، فإنها من الممكن أيضاً أن تحسب كمياً باستخدام مقياس هاونسفيلد، والذي يعتبر الأساس في تطبيقات تصوير الأشعة مقطعية. وبشكل خاص فإن الماء المقطر يعتبر على أنه المرجع على مقياس هاونسفيلد ويأخذ القيمة 0 هاونسفيلد(HU)، ويعطى الهواء القيمة -1000 هاونسفيلد (HU). تم اعتبار القيم الأساسية المذكورة أعلاه باعتبارها مواد متوافرة في أي مكان، وملائمة للتطبيقات الأساسية التي من أجلها تم تطوير نظام التصوير بالأشعة المقطعية المبرمج: تصوير الأعضاء الداخلية للأحياء المكونة بشكل أساسي من مركبات مائية وتعيش في الهواء. مثلاً : الإنسان.